# Tiémala-Banimonotié
Tiémala-Banimonotié is een gemeente (commune) in de regio Sikasso in Mali. De gemeente telt 16.800 inwoners (2009).